# أفيس هيغز
أفيس هيغز (بالإنجليزية: Avis Higgs)‏ هي مصممة نسيج ‏ وفنانة نيوزيلندية، ولدت في 21 سبتمبر 1918 في ويلينغتون في نيوزيلندا، وتوفيت في 14 أكتوبر 2016.